# Nieuw Heusden-Zolder
Nieuw Heusden-Zolder (afgekort als NHZ) was een lokale politieke partij in Heusden-Zolder. De partij werd opgericht als Nieuw in het begin van de jaren '80 van de 20e eeuw. Ze ontstond nadat de Volksunie was verdampt in een aantal andere kleine splinterpartijen. Na de verkiezingen van 2006 onderging Nieuw een naamsverandering naar Nieuw Heusden-Zolder.
Nieuw Heusden-Zolder nam deel aan het beleid tot 2006. In deze periode leverde de partij driemaal de burgemeester: Jaak Vandenwijngaert (1983-1988 en 1989-1994) en Tony Beerten (2001-2006). In de periode 2007-2012 zetelde Nieuw Heusden Zolder in de oppositie. In een latere legislatuur had NHZ een coalitie met sp.a, Open Vld en enkele onafhankelijken (ex-N-VA-leden).
In 2016 werd de partij ontbonden.